# Blazonare

Scuturi folosite în heraldică:
1. Scut francez: vechi
2. Scut fracez: modern
3 și 4. Scuturi pentru doamne și domnișoare
5. Scut de turnir
6. Scut italian
7. Scut elvețian
8. Scut englez
9. Scut german
10. Scut polonez
11. Scut spaniol, portughez și flamand.

Blazonarea este o reprezentare sau descriere în termeni heraldici a elementelor componente ale unui blazon, ale unei steme.